# Pygmaeocereus
Pygmaeocereus és un gènere de cactus diminuts que pertanyen a la família de les cactàcies. Aquestes espècies no assoleixen més de 8 cm d'altura, produint llargues arrels tuberoses i flors aromàtiques nocturnes. Comprèn 6 espècies descrites i d'aquestes, només 2 han estat acceptades.

## Descripció
El gènere té una petita tija cilíndrica amb costelles tuberculiformes poc profundes i moltes espines. Les flors són nocturnes, de color blanc i que s'obren en l'extrem de tubs florals llargs i prims que tenen escates i són peluts. En el seu hàbitat, aquest gènere es limita al Perú, particularment a la zona de boira al llarg de la costa. En el cultiu, l'espècie es conrea entre els col·leccionistes de cactus més experts, però no es conrea comercialment.

## Taxonomia
El gènere va ser descrit per H.Johnson i Backeb. i publicat en National Cactus and Succulent Journal 12(4): 86. 1957. L'espècie tipus és: Pygmaeocereus bylesianus Andreae & Backeberg 
Etimologia
Pygmaeocereus: nom genèric que deriva del llatí: "pygmaeus" = "nan" i "Cereus" = un gènere de les cactàcies; per tant significa "Cereus nan".

## Espècies acceptades
A continuació s'ofereix un llistat de les espècies del gènere Pygmaeocereus acceptades fins al maig de 2015, ordenades alfabèticament.Per a cadascuna s'indica el nom binomial seguit de l'autor, abreujat segons les convencions i usos.	 
- Pygmaeocereus bylesianus Andreae & Backeberg
- Pygmaeocereus familiaris